# Faricimab
Il faricimab, venduto sotto il nome di Vabysmo, è un anticorpo monoclonale usato nel trattamento della degenerazione maculare legata all'invecchiamento. Agisce bloccando il fattore di crescita endoteliale vascolare e l'angiopoietina 2, andando a sopprimere la genesi di nuovi vasi sanguigni a livello oculare.
Nel 2022 è stato approvato l'uso medico del faricimab nell'Unione europea. È impiegato nei pazienti affetti da degenerazione maculare senile nella forma umida (ossia durante la progressione della patologia), nonché nei casi di retinopatia diabetica. L'anticorpo viene somministrato mediante iniezione nel corpo vitreo.
Tra i possibili effetti collaterali del faricimab si annoverano sanguinamenti a livello della congiuntiva, endoftalmiti e reazioni allergiche locali. L'uso del farmaco è sconsigliato durante la gravidanza.
Nel Regno Unito, un flacone da 28,8 mg costa al National Health Service circa 860 sterline. Nel 2022, negli Stati Uniti, 6 mg di faricimab costavano circa 2 300 dollari.